# Vắc-xin Ebola
Các ứng cử viên của vắc-xin Ebola chống lại bệnh do virus Ebola đã được phát triển trong thập kỷ trước năm 2014, nhưng chưa có sản phẩm nào được chấp thuận sử dụng lâm sàng ở người. Một số ứng cử viên vắc-xin đầy hứa hẹn đã được chứng minh là bảo vệ các loài linh trưởng không phải người (thường là khỉ) chống lại nhiễm trùng gây chết người.
Chúng bao gồm vector adenovirus được sao chép không đầy đủ, vector virus mụn nước viêm miệng (VSV) và parainfluenza con người (HPIV-3) được sao chép, và chuẩn bị các hạt nano giống virus. Các thử nghiệm thông thường để nghiên cứu hiệu quả bằng cách tiếp xúc với con người với mầm bệnh sau khi chủng ngừa là không có đạo đức trong trường hợp này. Đối với những tình huống như vậy, FDA đã thiết lập " Quy tắc hiệu quả động vật " cho phép cấp phép được phê duyệt trên cơ sở các nghiên cứu mô hình động vật tái tạo bệnh ở người, kết hợp với bằng chứng về sự an toàn và phản ứng miễn dịch tiềm tàng (kháng thể trong máu) từ con người tiêm vắc-xin. Các thử nghiệm lâm sàng liên quan đến việc tiêm vắc-xin cho những người khỏe mạnh để đánh giá đáp ứng miễn dịch, xác định bất kỳ tác dụng phụ nào và xác định liều lượng thích hợp.
Vào tháng 12 năm 2016, một nghiên cứu cho thấy vắc-xin VSV-EBOV có hiệu quả 70% 100% chống lại vi-rút Ebola, khiến nó trở thành vắc-xin được chứng minh đầu tiên chống lại căn bệnh này. Tuy nhiên, thiết kế của nghiên cứu này và hiệu quả cao của vắc-xin đã bị đặt dấu hỏi.